# Nana Petzet
Nana Petzet (* 1962 in München) ist eine deutsche Konzeptkünstlerin. Ihre künstlerische Auseinandersetzung mit wissenschaftlichen Gebieten wie der Quantenphysik oder Ökologie bildet seit den 1980er Jahren den Kern ihres Werks.

## Leben
Nana Petzet studierte an der Akademie der bildenden Künste München und der Hochschule für bildende Künste (HfbK) Hamburg und erhielt ihr Diplom im Jahr 1991. Zudem studierte sie an der Münchner Ludwig-Maximilians-Universität Philosophie. Sie war in den 1990er Jahren Pionierin der ökologischen Konzeptkunst und beschäftigt sich heute mit der von ihr so genannten „künstlerischen Wissenschaftsforschung“.

## Werk

### Quantenmechanik
Nana Petzets Frühwerk umfasste einige Performances, wie Rational Scientific Art, die an der Münchner Akademie 1987 stattfand. Dabei stellte sie die fiktive gravitations-basierte Theorie eines nicht existierenden Physikers vor. Für die Persona dieses Physikers nutze Petzet ein Foto eines Freundes, das während des Vortrags durchgängig projiziert wurde. Die Künstlerin beschäftigte sich weiterhin mit der Quantenmechanik und deren mathematischen Prinzipien innerhalb ihres Vortrags Reversion als Realisation negentropischer Prozesse im makroskopischen Bereich im Centre d'Art Contemporain FRI-ART, Fribourg 1991. Auch das Theorem des tatsächlichen Physikers Erwin Schrödinger griff Petzet bei einer Installation mit dem Titel Schrödingers Katze auf. 1993 war diese im Kunstverein Hamburg zu sehen sowie 1994 während eines Symposions an der HfbK.
Das fiktive Experiment Der Tausendjährige Raum (Galerie FOE 156, München 1989) stellte den Alterungsprozess von eintausend Jahren innerhalb einer Wohnung dar, und doch sah sie letztlich aus wie neu: Die fiktiven Mieterwechsel mitsamt der Reinigung, die dabei geschah, ließen die Spuren des beschleunigten Alterungsprozesses schwinden. Petzet blieb auch mit ihrem Werk Modellversuch ROT bei der Beschäftigung mit dem Alterungsverhalten von Materialien. Dafür fertigte sie 73 monochrome rote Bilder an, die drei verschiedene Techniken beinhalteten. Lediglich Nr.1 wird unter Idealbedingungen konservatorisch aufbewahrt – die restlichen Leinwände wurden in verschiedenen Galerien ausgestellt, wobei die Spuren des Ausstellungsbetriebs und der klimatischen Bedingungen protokolliert wurden.

### Recycling
Seit Mitte der 90er Jahre wandte sich Nana Petzet der Problematik der Müllproduktion zu. Als Protest dagegen, dass sich das Recycling-Programm Deutschlands mit dem Grünen Punkt nicht genügend auf Müllvermeidung oder Mehrwegnutzung von Plastik fokussiert, entwarf die Künstlerin ein fiktives Gegenmodell: Das SBF-System. Dabei steht SBF für Sammeln, Bewahren, Forschen. Sie stellte SBF im Sprengel Museum Hannover 2000 vor. Im weiteren Verlauf sammelte Petzet den angefallenen Müll ihres eigenen Haushalts und untersuchte, inwiefern man diesen wiederverwerten kann. Bei einer Art Selbstversuch mit dem Titel Endurvinnslustöth nei takk in Reykjavik 1998 lebte sie nach den Leitlinien ihres SBF-Systems und produzierte dabei beispielsweise einen Duschvorhang bestehend aus Plastiktüten oder Salz- und Pfefferstreuer aus Eierkarton. Für die Ausstellung einräumen in der Hamburger Kunsthalle im Jahre 2000 inventarisierte Petzet ihre weiterverwerteten Objekte mit dem Inventarisierungsprogramm HIDA MIDAS. Dabei vereinte sie die konträr erscheinenden Konzepte der gesellschaftlichen Wegwerfmentalität und die Musealisierung. Daraufhin wurden die Recyclingobjekte in mehreren Sonderausstellungen präsentiert, darunter die Ausstellung green dreams im Kunstverein Wolfsburg  2007 oder Zur Nachahmung empfohlen bei Max Mueller Bhavan, Mumbai 2011.
In Addis Abeba recherchierte die Künstlerin die Kultur des Weiterverwertens bereits genutzter Plastik- oder Metalldinge, als sie 2011 vom dortigen Goethe-Institut zu einer Feldstudie eingeladen wurde. Die in Handarbeit umfunktionierten Objekte, die Petzet zusammen mit zwei äthiopischen Künstlern auf dem Mercato-Markt erwarb, stellten eine exemplarische Sammlung dar, die im weiteren Verlauf unter dem Titel Paralysed by the Recycling Paradise ausgestellt wurde.

### Ökologie
Mit einer verhaltensbiologischen Untersuchung ihres Haustiers, dem Kaninchen Robby, begann Petzet 2006 ihre interessensmäßige Entwicklung zu ökologischen Themen. Das Kaninchentheogramm Robby im Neuen Museum Weserburg Bremen 2007 umfasste ein Forschungstagebuch und eine Versuchsanordnung für das Kaninchen.
Im Rahmen des Projekts Kunst im öffentlichen Raum förderte die Kulturbehörde Hamburg bereits zwei Mal Petzets Arbeiten. Einerseits das Modellbiotop Peutegrund, das zwischen 2008 und 2011 darauf aufmerksam machen sollte, dass das Hamburger Hafengebiet biologisch verödet. Sie setzte einen Akzent darauf, wie wertvoll das Peutegrund-Gebiet in seiner Funktion als Biotop ist, wobei sie die Tiere und Pflanzen dort dokumentierte und schließlich aktionshaft den Peutegrund vom expansiven Staudenknöterich befreite. Zudem förderte die Kulturbehörde die Lichtfalle Hamburg im Jahre 2015, das ein interdisziplinäres Protest-Projekt war, in dessen Rahmen die Auswirkungen blauen Lichts auf nachtaktive Insekten untersucht wurde. Nachdem Nana Petzet gemeinsam mit einem Teams die achteckige temporäre Lichtinstallation auf einem Schiff 2018 nachts im Hamburger Hafen herumfuhr, um die Anlockung von Insekten zu dokumentieren, kam die Lichtfalle auch 2018 am GEO-Tag der Stadtnatur und 2021 am Tag des offenen Denkmals zum Einsatz. Innerhalb der Ausstellung Macht! Licht! wurde das Werk 2022 präsentiert.

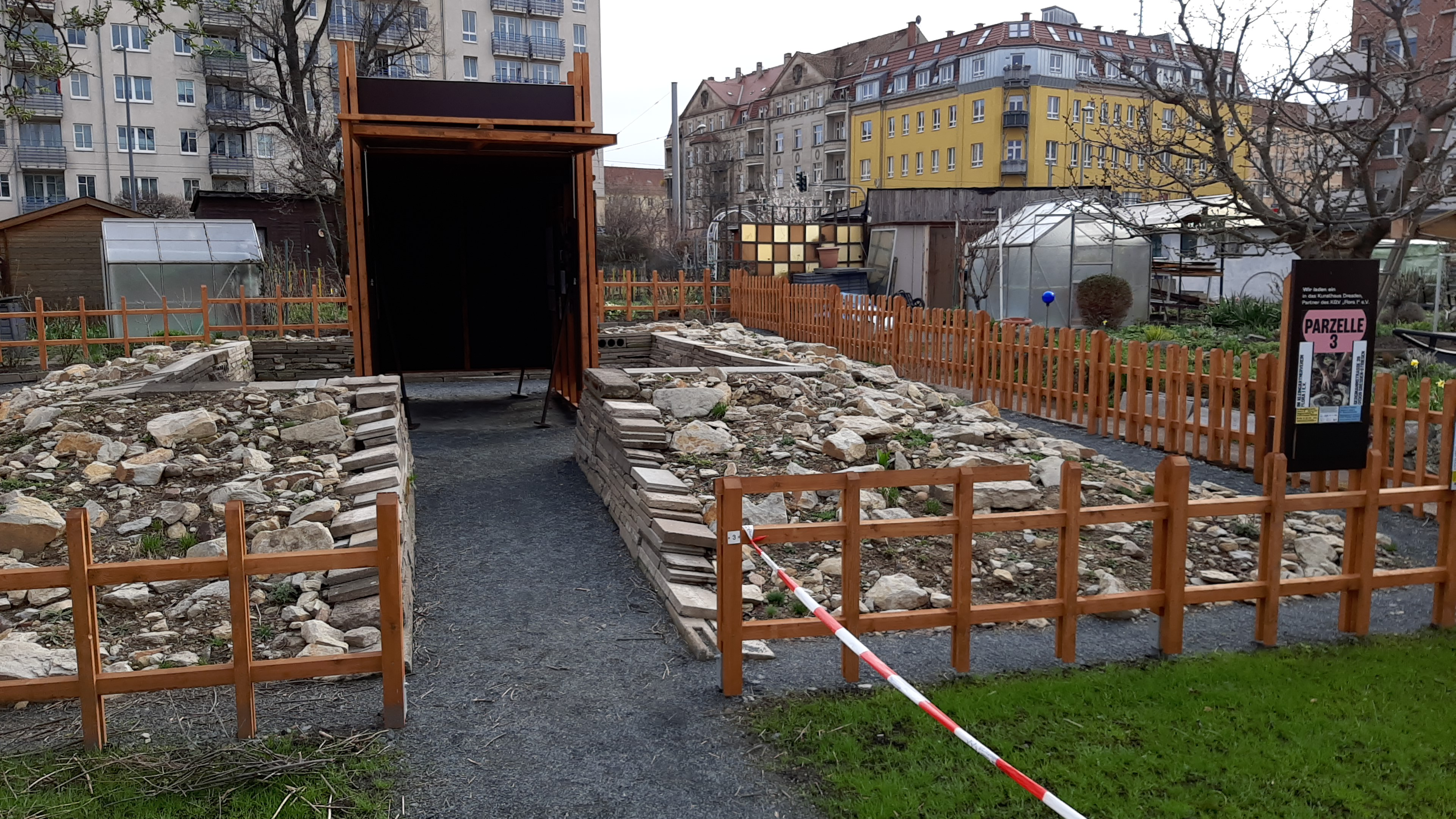
Harmas KGV in Dresden (2021)

Harmas KGV ist ein Projektgarten, der in Zusammenarbeit mit dem Kunsthaus Dresden 2020 konzipiert und realisiert wurde. Hierbei wird wissenschaftliche Botanik mit der spezifischen Situation einer Kleingartenanlage der Stadt Dresden vereint. Es handelt sich um eine Modellpflanzung dieser Gartenfläche mit zwanzig bedrohten, im Raum Dresden heimischen Pflanzen. Nana Petzet interessieren bei diesen Langzeitprojekten die Widersprüchlichkeit der Praxis des Biotopschutzes, sowie der Versuch, dessen Grenzen zu beobachten und auszutesten. 

## Lehre
Nana Petzet erhielt einige Lehraufträge, dazu zählen unter anderem mehrmalige Lehrtätigkeiten an der Iceland Academy of the Arts, Reykjavík (von 1997 bis 2014), eine Gastprofessur an der Staatlichen Akademie der Bildenden Künste Stuttgart (im Wintersemester 2004/05), sowie an der Kunstakademiet i Trondheim, Norwegen (1994). Von 2010 bis 2017 arbeitete sie als Werkstattleiterin mit psychisch kranken Frauen und minderjährigen Müttern.

## Ausstellungen (Auswahl)

### Einzelausstellungen, Kunst im öffentlichen Raum und kuratorische Projekte
- 1997: Wir machen wahr, was der Grüne Punkt verspricht, im Rahmen der Ausstellungsreihe Duchamps Urenkel, Bonner Kunstverein
- 1998: Endurvinnslustöd nei takk!, Nylendugata 15, Reykjavík, Island
- 2002: Metainventur, Kunstverein & Stiftung Springhornhof, Neuenkirchen
- 2009: Im Peutegrund, Projekt im öffentlichen Raum, gefördert durch Kunstfonds Bonn und Kulturbehörde Hamburg
- 2011: Modellbiotop Peutegrund, Kunsthaus Hamburg
- 2015: Lichtfalle Hamburg, Kunstaktion im Hamburger Hafen im Rahmen des Programms Kunst im öffentlichen Raum der Kulturbehörde Hamburg
- 2016/17: Das Müllprojekt, Recyclinghof Feldstr. Hamburg, Kunstfestival an drei Wochenenden,
- 2020: Harmas KGV, Trockengarten mit seltenen Wildpflanzen im Kleingärtnerverein Flora I e. V., in Zusammenarbeit mit dem Kunsthaus Dresden
- 2023: Wachstumsbericht 2020–2023, Parzelle 3 Kunsthaus Dresden

### Ausstellungsbeteiligungen
- 1992: 20 Fragile Pieces, Galerie ANALIX, Genf
- 1992: Tableaux Volés, Galerie Sylvana Lorenz, Paris
- 1992: Nos Sciences Naturelles, Centre d'Art Contemporain FRI-ART, Fribourg
- 1993: Integrale Kunstprojekte, Nationalgalerie Berlin
- 1993: Backstage, Kunstverein Hamburg
- 1995: a night at the show, Fields, Zürich
- 1997: 2000 - 3, Art Space plus Interface, Neue Galerie Graz, steirischer Herbst ´97, Graz
- 1999: Private Werte, Künstlerwerkstatt Lothringer Straße, München
- 1999: today tomorrow, Kirin Plaza Osaka
- 2000: Einräumen, Hamburger Kunsthalle
- 2000: Aller Anfang ist Merz, Sprengel Museum Hannover
- 2000: Real work, Werkleitz Biennale, Werkleitz
- 2000: Models of resistance, Overgaden, Kopenhagen
- 2004: Textíl List, Reykjavík Art Museum (Kjarvalsstadir), Reykjavik
- 2004: Flickgut, Gewerbemuseum, Winterthur
- 2006: Revisiting Home, Neue Gesellschaft für Bildende Kunst, Berlin
- 2007: Green dreams, Kunstverein Wolfsburg
- 2007: Say it isn‘t so, Neues Museum Weserburg Bremen
- 2010: Zur Nachahmung empfohlen, Uferhallen, Berlin
- 2011: Yamuna - Elbe Projekt, Project Y, Installation im öffentlichen Raum, New Delhi
- 2012: Zur Nachahmung empfohlen, Max Mueller Bhavan, Mumbai; Goethe-Institut Addis Abeba
- 2017: Die Idee der freien Flusszone, Die Galerie für Landschaftskunst im Heidelberger Kunstverein
- 2019: Nachbarschaften 2025 – Eine Manufaktur der Visionen, Kunsthaus Dresden
- 2022: Tod in Venedig, Die Galerie für Landschaftskunst, Bad Tölz
- 2022: Macht! Licht!, Kunstmuseum Wolfsburg
- 2023: Saving. Die Kunst des Sparens und Bewahrens, Kunstverein Wolfsburg

## Preise und Auszeichnungen
- 1992: Karl-Hofer-Preis
- 2021: Edwin-Scharff-Preis
- 2023: HAP-Grieshaber-Preis